# Малле, Анатоль
Анато́ль Малле́ (фр. Anatole Mallet; 23 мая 1837, Каруж — 6 октября 1919, Ницца) — швейцарский железнодорожный инженер, изобретатель паровой компаунд-турбины для паровоза (1876), конструктор локомотивов, создатель паровоза системы Малле.

## Биография
Сын торговца тканями. В 1855—1858 гг. учился в парижской Центральной школе искусств и мануфактур. Работал на строительстве железных дорог во Франции и портов в Италии, а также на сооружении Суэцкого канала.
С 1867 года занимался строительством паровых машин, развил идею композитной паровой машины.
Анатоль Малле разработал сочленённую составную систему с жёстким шасси в задней части, несущими двумя цилиндрами высокого давления и двумя цилиндрами низкого давления, установленными на поворотной передней части. Изобретение было запатентовано в 1884 году, а все права были предоставлены в 1885 году.
Он был награждён медалью Эллиотта Крессона Института Франклина в 1908 году.